# Bryconamericus guaytarae
Bryconamericus guaytarae är en fiskart som beskrevs av Eigenmann och Henn, 1914. Bryconamericus guaytarae ingår i släktet Bryconamericus och familjen Characidae. Inga underarter finns listade.